# Combat de Céphalonie
Le combat de Céphalonie est une bataille navale livrée au large de Céphalonie (Grèce), le 4 janvier 1749.
Alors qu'elle quitte l'île de Céphalonie pour se rendre en Crète, la galiote marchande vénitienne commandée par le capitaine Zorzi Tavanelli est interceptée par deux chébecs corsaires tripolitains. Plutôt que de se rendre et nonobstant la disproportion des forces, Tavanelli choisit de défendre son bâtiment. Il est vrai que dans la perspective de mauvaises rencontres telle celle du 4 janvier, non seulement la galiote a été lourdement armée de 16 pièces d'artillerie de moyen calibre et 14 mousquetons à chevalet, mais outre ses 31 membres d'équipage, qui disposent tous d'un fusil, elle a embarqué un groupe de 25 soldats.
Le combat s'engage. Très rapidement, la lutte prend un aspect désespéré. Furieux de la résistance que leur oppose la galiote qui ne cesse de les canonner et tente vainement à plusieurs reprises des abordages, les Tripolitains, malgré des pertes effroyables, refusent de laisser s'échapper leur proie et s'acharnent sur elle. Ne comptant plus que quatre combattants indemnes, son héroïque capitaine blessé aux jambes, à la tête et à l'épaule droite, la galiote réduite à l'impuissance est contrainte d'amener son pavillon.
Les vainqueurs, dont près de la moitié, soit 150 hommes, sont hors de combat, emmènent le navire et les survivants de la bataille (40 hommes dont 36 blessés) à Tripoli. Le récit de la défense épique qu'ils ont opposée fait le tour de la ville et parvient aux oreilles du pacha Mohamed Qaramanli, qui demande à recevoir les captifs vénitiens. Il les félicite pour leur courage et exige que leurs blessures soient soignées. Il propose à Tavanelli de se convertir à l'islam et lui offre le commandement de plusieurs chébecs corsaires. Tavanelli refuse. Le pacha ne prend pas ombrage de ce refus et fait libérer le Vénitien qui regagne sa patrie quelques mois plus tard. 